# Liga Ushuaiense de Fútbol
La Liga Ushuaiense de Fútbol es una de las dos ligas regionales de fútbol de la provincia de Tierra del Fuego, Antártida e Islas del Atlántico Sur, siendo la otra la Liga Oficial de Fútbol Río Grande Tiene su sede en la ciudad de Ushuaia, y en ella solo participan clubes de dicha ciudad.
A nivel nacional, el campeonato se ubica por debajo de la 4ª categoría para los clubes indirectamente afiliados a la AFA, más específicamente debajo del Torneo Regional Federal Amateur.

## Historia
Nació en el año 2003 con el nombre de Federación Ushuaiense de Fútbol para organizar competencias de fútbol y Futsal.
El 28 de junio de 2007 cambia su denominación por la actual, Liga Ushuaiense de Fútbol; y el día 13 de mayo de 2008 se afilia al CFFA, de esta manera a partir del año 2009 comienza a tener equipos representantes en torneos nacionales.
Todos sus encuentros se disputan en el Estadio Municipal Hugo Lumbreras, Estadio De El Club CAEF ya que es el único de la ciudad y además tiene las obras necesarias para disputar encuentros hasta en los climas más extremos del sur del país. Este estadio cuenta con una capacidad para 2 mil espectadores.

## Equipos participantes
Para la temporada 2022, se encuentran registrados 15 clubes para disputar el torneo de fútbol:
| Equipo                                                                       | Ciudad  | Año de fundación | Provincia        | Estadio                                  |
| ---------------------------------------------------------------------------- | ------- | ---------------- | ---------------- | ---------------------------------------- |
| Asociación Atlética Trabajadores de Entidades Deportivas y Civiles (AATEDYC) | Ushuaia | 2011             | Tierra del Fuego | Municipal de Ushuaia, ''Hugo Lumbreras'' |
| Asociación Civil Cultural y Deportiva Los Cuervos del Fin del Mundo          | Ushuaia | 2005             | Tierra del Fuego | Municipal de Ushuaia, ''Hugo Lumbreras'' |
| Asociación Civil Deportiva Augusto Lasserre                                  | Ushuaia | 2010             | Tierra del Fuego | Municipal de Ushuaia, ''Hugo Lumbreras'' |
| Asociación Civil Deportiva Social y Cultural Cocol Fútbol Club               | Ushuaia | 2022             | Tierra del Fuego | Municipal de Ushuaia, ''Hugo Lumbreras'' |
| Asociación Club Atlético Social y Deportivo Güemes                           | Ushuaia | 1993             | Tierra del Fuego | Municipal de Ushuaia, ''Hugo Lumbreras'' |
| Asociación Mutual del Personal de Seguridad de Tierra del Fuego              | Ushuaia | 2012             | Tierra del Fuego | Municipal de Ushuaia, ''Hugo Lumbreras'' |
| Club Andes del Sur                                                           | Ushuaia | 2005             | Tierra del Fuego | Municipal de Ushuaia, ''Hugo Lumbreras'' |
| Club Atlético de La Educación Fueguina                                       | Ushuaia | 2010             | Tierra del Fuego | Municipal de Ushuaia, ''Hugo Lumbreras'' |
| Club Atlético Los Andes Juniors                                              | Ushuaia | 2003             | Tierra del Fuego | Municipal de Ushuaia, ''Hugo Lumbreras'' |
| Club Atlético Social Deportivo Camioneros Ushuaia                            | Ushuaia | 2010             | Tierra del Fuego | Municipal de Ushuaia, ''Hugo Lumbreras'' |
| Club Deportivo y Social Arturo Prat                                          | Ushuaia | 1987             | Tierra del Fuego | Municipal de Ushuaia, ''Hugo Lumbreras'' |
| Club Mercantil                                                               | Ushuaia | 2008             | Tierra del Fuego | Municipal de Ushuaia, ''Hugo Lumbreras'' |
| Club Comercio Ushuaia                                                        | Ushuaia | 2005             | Tierra del Fuego | Municipal de Ushuaia, ''Hugo Lumbreras'' |
| Club Social y Deportivo Mutual Banco de Tierra del Fuego                     | Ushuaia | 2006             | Tierra del Fuego | Municipal de Ushuaia, ''Hugo Lumbreras'' |
| Club Social y Deportivo Unión Obrera Metalúrgica Ushuaia                     | Ushuaia | 2013             | Tierra del Fuego | Municipal de Ushuaia, ''Hugo Lumbreras'' |

## Campeones

### Federación Ushuaiense de Fútbol (2003 - 2007)
| Temporada | Campeón          | Campeón          |
| --------- | ---------------- | ---------------- |
| 2003      | Arturo Prat      | Arturo Prat      |
| 2004      | Arturo Prat      | Arturo Prat      |
| 2005      | Arturo Prat      | Arturo Prat      |
| 2006      | Juventud del Sur | Juventud del Sur |

### Liga Ushuaiense de Fútbol (2007 - presente)
| Temporada     | Campeón                       | Campeón                       | Campeón                       | Campeón                       |
| ------------- | ----------------------------- | ----------------------------- | ----------------------------- | ----------------------------- |
| 2007          | Arturo Prat                   | Arturo Prat                   | Arturo Prat                   | Arturo Prat                   |
| 2008          | Los Cuervos del Fin del Mundo | Los Cuervos del Fin del Mundo | Los Cuervos del Fin del Mundo | Los Cuervos del Fin del Mundo |
| 2009          | Los Andes Juniors             | Los Andes Juniors             | Los Andes Juniors             | Los Andes Juniors             |
| 2009/2010     | Los Cuervos del Fin del Mundo | Los Cuervos del Fin del Mundo | Los Cuervos del Fin del Mundo | Los Cuervos del Fin del Mundo |
| 2010/2011     | Los Cuervos del Fin del Mundo | Los Cuervos del Fin del Mundo | Los Cuervos del Fin del Mundo | Los Cuervos del Fin del Mundo |
| 2011/2012     | Los Cuervos del Fin del Mundo | Los Cuervos del Fin del Mundo | Los Cuervos del Fin del Mundo | Los Cuervos del Fin del Mundo |
| 2012/2013     | Los Cuervos del Fin del Mundo | Los Cuervos del Fin del Mundo | Los Cuervos del Fin del Mundo | Los Cuervos del Fin del Mundo |
| 2013/2014     | Lago Escondido                | Lago Escondido                | Lago Escondido                | Lago Escondido                |
| Final 2014    | Lasserre                      | Lasserre                      | Lasserre                      | Lasserre                      |
| 2015          | Los Cuervos del Fin del Mundo | Los Cuervos del Fin del Mundo | Los Cuervos del Fin del Mundo | Los Cuervos del Fin del Mundo |
| Apertura 2016 | Ferro Carril Oeste Ushuaia    | Ferro Carril Oeste Ushuaia    | Ferro Carril Oeste Ushuaia    | Ferro Carril Oeste Ushuaia    |
| Clausura 2016 | Los Cuervos del Fin del Mundo | Los Cuervos del Fin del Mundo | Los Cuervos del Fin del Mundo | Los Cuervos del Fin del Mundo |
| 2017          | Los Cuervos del Fin del Mundo | Los Cuervos del Fin del Mundo | Los Cuervos del Fin del Mundo | Los Cuervos del Fin del Mundo |
| 2018          | Desierto                      | Desierto                      | Desierto                      | Desierto                      |
| 2019          | Los Cuervos del Fin del Mundo | Los Cuervos del Fin del Mundo | Los Cuervos del Fin del Mundo | Los Cuervos del Fin del Mundo |
| 2020          | Los Cuervos del Fin del Mundo | Los Cuervos del Fin del Mundo | Los Cuervos del Fin del Mundo | Los Cuervos del Fin del Mundo |
| 2021          | Camioneros Ushuaia            | Camioneros Ushuaia            | Camioneros Ushuaia            | Camioneros Ushuaia            |
| Apertura 2024 | AATEDYC                       | AATEDYC                       | AATEDYC                       | AATEDYC                       |
| Clausura 2024 | AATEDYC                       | AATEDYC                       | AATEDYC                       | AATEDYC                       |

## Palmarés
| Club               | Títulos | Temporada                 |
| ------------------ | ------- | ------------------------- |
| AATEDYC            | 1       | 2024                      |
| Arturo Prat        | 4       | 2003, 2004, 2005, 2007.   |
| Lasserre           | 2       | Final 2014, Clausura 2022 |
| Juventud del Sur   | 1       | 2006.                     |
| Los Andes Juniors  | 1       | 2009.                     |
| Lago Escondido     | 1       | 2013/14.                  |
| Ferro Carril Oeste | 1       | Apertura 2016.            |
| Camioneros Ushuaia | 1       | 2021.                     |